# Colin Cooper (Musiker)
Colin Cooper (* 7. Oktober 1939 in Stafford; † 3. Juli 2008 am Geburtsort) war ein britischer Blues-Sänger und Multiinstrumentalist. Er war Gründungsmitglied und Frontmann der Climax Blues Band.

## Biografie
Mit zwölf Jahren lernte Cooper das Mundharmonikaspielen, mit 16 wechselte er auf Klarinette um. Anschließend lernte er Gitarre. Er spielte in mehreren lokalen Schulbands und gründete dann 1963 die Climax Jazz Band. Seine erste Veröffentlichung ist die Single Can’t Let Her Go b/w Make Her Mine mit der Mod-Band Hipster Image, die 1965 auf Decca Records veröffentlicht wurde. Er sang und spielte Saxophon. Das Lied der B-Seite wurde 1999 für einen Levi’s-Spot in Japan benutzt.
1967 gründete Cooper die überaus erfolgreiche Climax Blues Band, der er bis zu seinem Ableben angehörte. Am 3. Juli 2008 erlag er seinem langjährigen Prostatakrebsleiden.

## Diskografie
Mit The Hipster Image
- 1965: Can’t Let Her Go / Make Her Mine (Single mit The Hipster Image)
- 1965: Keele Rag Record, in Aid of Charity (EP mit The Hipster Image)

Mit der Climax Blues Band
- 1969: The Climax Chicago Blues Band
- 1969: ...Plays On
- 1970: A Lot of Bottle
- 1971: Tightly Knit
- 1972: Rich Man
- 1973: FM/Live
- 1974: Sense of Direction
- 1975: Stamp Album
- 1976: Gold Plated
- 1978: Shine On
- 1979: Real to Reel
- 1980: Flying the Flag
- 1981: Lucky for Some
- 1983: Sample and Hold
- 1988: Drastic Steps
- 1993: Blues from the Attic
- 2003: Big Blues (The Songs of Willie Dixon)

Solo
- 2014: The Colin Cooper Project – From the Vaults (postum herausgegebenes Album mit unveröffentlichten Demo-Aufnahmen)

Als Gastmusiker
- 2004: African Holocaust (Studioalbum von Steel Pulse)